# Сухопутные войска Чехии
Сухопутные войска Чехии (чеш. Pozemní síly Armády České republiky) — один из видов вооружённых сил Чешской Республики.

## Боевой состав
| Действительное наименование формирования                                   | Вооружение и военная техника       | Дислокация                         |
| 4-я бригада быстрого развёртывания                                         | 4-я бригада быстрого развёртывания | 4-я бригада быстрого развёртывания |
| -------------------------------------------------------------------------- | ---------------------------------- | ---------------------------------- |
| 41-й механизированный батальон                                             |                                    | Жатец                              |
| 42-й механизированный батальон                                             |                                    | Табор                              |
| 43-й десантный механизированный батальон                                   |                                    | Хрудим                             |
| 44-й лёгкий моторизованный батальон                                        |                                    | Йиндржихув-Градец                  |
| 7-я механизированная бригада                                               |                                    |                                    |
| 71-й механизированный батальон                                             |                                    | Границе                            |
| 72-й механизированный батальон                                             |                                    | Границе                            |
| 73-й танковый батальон                                                     |                                    | Праславице                         |
| 74-й лёгкий моторизованный батальон                                        |                                    | Праславице                         |
| 13-я артиллерийская бригада                                                |                                    |                                    |
| 131-й смешанный артиллерийский дивизион                                    |                                    | Йинце                              |
| 132-й смешанный артиллерийский дивизион                                    |                                    | Йинце                              |
| 15-й инженерный полк                                                       |                                    |                                    |
| 151-й инженерный батальон                                                  |                                    | Бехине                             |
| 152-й инженерный батальон                                                  |                                    | Бехине                             |
| 153-й инженерный батальон                                                  |                                    | Оломоуц                            |
| 31-й полк радиационной, химической и биологической защиты                  |                                    |                                    |
| 311-й батальон радиационной, химической и биологической защиты             |                                    | Либерец                            |
| 312-й батальон радиационной, химической и биологической защиты             |                                    | Либерец                            |
| 314-й центр предупреждения об оружии массового уничтожения                 |                                    | Гостивице                          |
| 53-й полк разведки и радиоэлектронной борьбы имени генерала Гелиодора Пика |                                    |                                    |
| 533-й батальон беспилотных систем                                          |                                    | Простеёв                           |
| 532-й батальон радиоэлектронной борьбы                                     |                                    | Опава                              |
| 102-й разведывательный батальон                                            |                                    | Простеёв                           |
| 43-й воздушно-десантный полк                                               |                                    |                                    |
| 14-й полк тылового обеспечения                                             |                                    |                                    |
| 141-й батальон снабжения                                                   |                                    | Пардубице                          |
| 142-й ремонтный батальон                                                   |                                    | Клатови                            |
| 143-й батальон снабжения                                                   |                                    | Липник-над-Бечвоу                  |

## Вооружение и военная техника
Согласно данным IISS The Military Balance на 2018 год Сухопутные войска Вооружённых сил Чешской Республики имеют в своем распоряжении следующие вооружения и военную технику:
| Изображение                 | Тип                           | Производство   | Назначение                               | Количество             | Примечания |
| Танки                       | Танки                         | Танки          | Танки                                    | Танки                  | Танки |
| --------------------------- | ----------------------------- | -------------- | ---------------------------------------- | ---------------------- | --- |
|                             | Leopard 2А4                   | Германия       | Основной боевой танк                     | 3                      | Германия обещала поставить 14 танков с возможностью покупки ещё 14 единиц. |
|                             | Т-72М4 CZ                     | Чехословакия   | Основной боевой танк                     | 30                     | |
| Боевые бронированные машины |                               |                |                                          |                        | |
|                             | BVP-2                         | Чехословакия   | Боевая машина пехоты                     | 120                    | Еще 98 BVP-1, 65 BVP-2, 34 BPzV Svatava, 17 OT-90 и 3 OT-64 на хранении |
|                             | BPzV Svatava                  | Чехословакия   | Боевая разведывательная машина           | 34                     | Является модификацией БМП-1 |
|                             | KBVP                          | Австрия/ Чехия | Боевая бронированная машина              | 123                    | Всего заказано 123 ББМ Pandur II (72 БМП с необитаемой башней RCWS-30, 11 КШМ, 16 разведывательных, 4 санитарных, 4 инженерных, 8 модификации KBV-PZLOK и 8 модификации KBV-PZ) |
|                             | Titus                         | Чехия          | Бронеавтомобиль                          | 26                     | В 2019 году было заказано 62 бронеавтомобиля, из которых 36 были автомобилями связи, 6 КШМ и 20 подвижных разведывательных пунктов                                              |
|                             | Dingo 2                       | Германия       | Бронеавтомобиль                          | 21                     | |
|                             | IVECO LMV                     | Италия         | Бронеавтомобиль                          | 120                    | |
| Противотанковые комплексы   |                               |                |                                          |                        | |
|                             | 9П148                         | СССР           | самоходный противотанковый комплекс      | Неизвестное количество | |
|                             | 9К111 или «Фагот»             | СССР           | ПТРК                                     | Неизвестное количество | |
|                             | FGM-148 Javelin               | США            | ПТРК                                     | Неизвестное количество | |
|                             | Spike-LR                      | Израиль        | ПТРК                                     | Неизвестное количество | |
|                             | Carl Gustaf                   | Швеция         | ПТРК                                     | Неизвестное количество | |
| Артиллерийские системы      |                               |                |                                          |                        | |
|                             | vz.77 «Дана»                  | Чехословакия   | 152-мм САУ                               | 48                     | До 38 на хранении |
|                             | ShM vz.85 PRÁM-S M1982 PRÁM-L | Чехословакия   | 120-мм самоходный миномёт 120-мм миномёт | 8 40                   | 45 M1982 PRÁM-L на хранении |
|                             | Expal                         | Чехословакия   | 81-мм миномёт                            | Неизвестное количество | |
| ПВО                         |                               |                |                                          |                        | |
|                             | Куб-М2                        | СССР           | ЗРК средней дальности                    | 8 ПУ                   | Находятся в составе ВВС Чехии |
|                             | Стрела-10                     | СССР           | ЗРК малой дальности                      | Неизвестное количество | Находятся в составе ВВС Чехии |
|                             | Стрела-2                      | СССР           | ПЗРК                                     | Неизвестное количество | Находятся в составе ВВС Чехии |
| Инженерное оборудование     |                               |                |                                          |                        | |
|                             | Pandur II KOT-Z               | Австрия/ Чехия | Колесный бронетранспортер для инженеров  | 4                      | |
|                             | VPV-ARV                       | Чехословакия   | Эвакуационная гусеничная машина          | 10                     | |
|                             | VT-55A                        | Чехословакия   | БРЭМ                                     | Неизвестное количество | |
|                             | VT-72M4                       | Чехословакия   | БРЭМ                                     | 3                      | |
|                             | МТ-55А                        | Чехословакия   | Бронированный танковый мостоукладчик     | 6                      | Ещё 3 мостоукладчика в резерве. |
|                             | Bozena 5                      | Чехословакия   | Беспилотная машина разминирования        | Неизвестное количество | |

## Знаки различия

### Генералы и офицеры
| Категории               | Генералы        | Генералы          | Генералы          | Генералы         | Старшие офицеры | Старшие офицеры | Старшие офицеры | Младшие офицеры | Младшие офицеры   | Младшие офицеры | Младшие офицеры   |
| ----------------------- | --------------- | ----------------- | ----------------- | ---------------- | --------------- | --------------- | --------------- | --------------- | ----------------- | --------------- | ----------------- |
|                         |                 |                   |                   |                  |                 |                 |                 |                 |                   |                 |                   |
| Чешское звание          | Armadni general | Generálporučík    | Generálmajor      | Brigádní generál | Plukovník       | Podplukovník    | Major           | Kapitán         | Nadporučík        | Poručík         | Podporučík        |
| Российское соответствие | Генерал армии   | Генерал-полковник | Генерал-лейтенант | Генерал-майор    | Полковник       | Подполковник    | Майор           | Капитан         | Старший лейтенант | Лейтенант       | Младший лейтенант |

### Сержанты и солдаты
| Категории               | Подофицеры       | Подофицеры        | Подофицеры | Подофицеры  | Сержанты и старшины | Сержанты и старшины | Сержанты и старшины | Сержанты и старшины | Солдаты   | Солдаты |
| ----------------------- | ---------------- | ----------------- | ---------- | ----------- | ------------------- | ------------------- | ------------------- | ------------------- | --------- | ------- |
|                         |                  |                   |            |             |                     |                     |                     |                     |           |         |
| Чешское звание          | Štábní praporčík | Nadpraporčík      | Praporčík  | Nadrotmistr | Rotmistr            | Rotný               | Četař               | Desátník            | Svobodník | Vojín   |
| Российское соответствие | нет              | Старший прапорщик | Прапорщик  | нет         | Старшина            | Старший сержант     | Сержант             | Младший сержант     | Ефрейтор  | Рядовой |

## Награды
- Медаль «За заслуги» (2018 год, Словения) — за заслуги в преодолении миграционного кризиса в период 2015-2016 годов[2].